# Tachinus proximus
Tachinus proximus är en skalbaggsart som beskrevs av Ernst Gustav Kraatz 1855. Tachinus proximus ingår i släktet Tachinus, och familjen kortvingar. Arten är reproducerande i Sverige.